# Frido
Frido ist ein männlicher Vorname, der als Kurzform des Vornamens Fridolin sowie als sorbischer Vorname und (beispielsweise als Kurzform von Sigfrido) auch in Italien auftritt. Zur Herkunft und Bedeutung des von Friedrich abgeleiteten Namens siehe dort.

## Bekannte Namensträger
- Frido von Blume (1832–1907), bayerischer Generalleutnant
- Frido Croes (1957–2020), arubanischer Politiker
- Frido Frey (1921–2000), deutscher Basketballspieler
- Frido Gast (1929–2018), deutscher Handballspieler und -trainer
- Frido Hütter (* 1950), österreichischer Journalist
- Frido Kordon (1869–1944), österreichischer Alpinist und Schriftsteller
- Frido Lehr (1928–2018), deutscher Bildhauer
- Frido Mann (* 1940), deutschsprachiger Psychologe und Schriftsteller
- Frido Mětšk (1916–1990), deutscher Schriftsteller niedersorbischer Sprache
- Frido Michałk (1927–1992), deutscher Slawist und Sorabist
- Frido Pflüger (1947–2021), deutscher Jesuit
- Frido Wagener (1926–1985), deutscher Verwaltungswissenschaftler
- Frido Witte (1881–1965), deutscher Bildender Künstler